# 唐燕子
唐燕子（1976年—），四川广安人，汉族，中华人民共和国政治人物、第十一届全国人民代表大会四川地区代表。
担任四川广安伟业绿色园艺有限公司董事长。2008年起担任全国人大代表。